# Karol Świderski
Karol Świderski, né le 23 janvier 1997 à Rawicz en Pologne,  est un footballeur international polonais qui évolue au poste d'avant-centre au Panathinaïkós.

## Biographie

### Carrière en club

#### Jagiellonia Białystok
Né à Rawicz en Pologne, Karol Świderski commence le football avec le club local du Rawia Rawicz puis est formé par l'UKS SMS Łódź. Il fait ses débuts en professionnel avec le Jagiellonia Białystok. Le 23 août 2014, il joue son premier match en Ekstraklasa à seulement 17 ans, lors d'une défaite de son équipe (1-3) face au Śląsk Wrocław. Le 3 juin 2015, il marque son premier but en pro lors d'une victoire de son équipe par trois buts à un sur la pelouse du Pogoń Szczecin, en championnat.

#### PAOK Salonique
Le 20 janvier 2019, lors du mercato hivernal, Karol Świderski signe en faveur du PAOK Salonique pour un contrat d'une durée de trois ans et demi, et un transfert évalué à deux millions d'euros. Il fait ses débuts sous ses nouvelles couleurs le 27 janvier 2019, en Superleague Ellada, en entrant en jeu à la place d'Omar El Kaddouri lors d'une victoire des siens sur le score de 4-0 face à l'OFI Crète. Trois jours plus tard, lors de son deuxième match avec son équipe, il inscrit son premier but en donnant la victoire à son équipe face au PAS Giannina, le PAOK s'imposant sur le score de 2-1.

#### Charlotte FC
Le 26 janvier 2022, Karol Świderski s'engage en faveur du Charlotte FC, club de Major League Soccer. Il signe un contrat courant jusqu'en 2025.
Le 20 mars 2022, Świderski inscrit son premier but pour Charlotte, lors d'une rencontre de MLS face au Revolution de la Nouvelle-Angleterre. Il est l'auteur d'un second but ce jour-là, et permet aux siens de s'imposer (3-1 score final). Il récidive lors de la journée suivante, le 26 mars, contre le FC Cincinnati, en marquant deux buts. Il donne ainsi la victoire à son équipe ce jour-là (2-0 score final).

#### Panathinaïkós
Le 25 janvier 2025, Karol Świderski fait son retour en Grèce en signant en faveur du Panathinaïkós pour un contrat de trois ans et demi, soit jusqu'en juin 2028.

### En sélection
Avec les moins de 18 ans, il inscrit un but contre la Lettonie, puis deux doublés contre la Géorgie.
Par la suite, avec les moins de 19 ans, il est l'auteur de cinq buts : il marque contre la Bulgarie, Chypre et le Luxembourg, puis inscrit un doublé contre l'Irlande du Nord. Il officie comme capitaine lors de la rencontre face au Luxembourg.
Le 1er septembre 2017, Karol Świderski joue son premier match avec l'équipe Pologne espoirs face à la  Géorgie, match que les Polonais remportent par trois buts à zéro.
Il figure dans la liste des 26 joueurs polonais retenus pour participer à l'Euro 2020.
Le 10 novembre 2022, il est sélectionné par Czesław Michniewicz pour participer à la Coupe du monde 2022.
Le 8 juin 2024, il figure dans la liste des 26 joueurs polonais retenus par Michał Probierz pour participer à l'Euro 2024.

## Statistiques
| Saison                | Club                  | Championnat           | Championnat | Championnat | Coupe(s) nationale(s) | Coupe(s) nationale(s) | Compétition(s) continentale(s) | Compétition(s) continentale(s) | Compétition(s) continentale(s) | Total | Total |
| Saison                | Club                  | Division              | M.          | B.          | M.                    | B.                    | Comp.                          | M.                             | B.                             | M.    | B.    |
| 2014-2015             | Jagiellonia Białystok | Ekstraklasa           | 7           | 1           | -                     | -                     | -                              | -                              | -                              | 7     | 1     |
| 2015-2016             | Jagiellonia Białystok | Ekstraklasa           | 31          | 4           | 1                     | 1                     | C3                             | 4                              | 2                              | 36    | 7     |
| 2016-2017             | Jagiellonia Białystok | Ekstraklasa           | 26          | 2           | 2                     | 1                     | -                              | -                              | -                              | 28    | 3     |
| 2017-2018             | Jagiellonia Białystok | Ekstraklasa           | 32          | 5           | 1                     | 0                     | C3                             | 1                              | 0                              | 34    | 5     |
| 2018-2019             | Jagiellonia Białystok | Ekstraklasa           | 17          | 8           | 3                     | 1                     | C3                             | 3                              | 0                              | 23    | 9     |
| Sous-total            | Sous-total            | Sous-total            | 113         | 20          | 7                     | 3                     | -                              | 8                              | 2                              | 128   | 25    |
| 2018-2019             | PAOK Salonique        | Super League          | 11          | 4           | 4                     | 2                     | -                              | -                              | -                              | 15    | 6     |
| 2019-2020             | PAOK Salonique        | Super League          | 34          | 11          | 4                     | 2                     | C1+C3                          | 1+2                            | 0+1                            | 41    | 14    |
| 2020-2021             | PAOK Salonique        | Super League          | 35          | 11          | 5                     | 0                     | C1+C3                          | 3+6                            | 0+0                            | 49    | 11    |
| 2021-2022             | PAOK Salonique        | Super League          | 16          | 4           | 3                     | 0                     | C4                             | 10                             | 0                              | 29    | 4     |
| Sous-total            | Sous-total            | Sous-total            | 96          | 30          | 16                    | 4                     | -                              | 22                             | 1                              | 134   | 35    |
| 2022                  | Charlotte FC          | MLS                   | 30          | 10          | 0                     | 0                     | -                              | -                              | -                              | 30    | 10    |
| 2023                  | Charlotte FC          | MLS                   | 32          | 12          | 3                     | 1                     | LCup                           | 5                              | 2                              | 40    | 15    |
| Sous-total            | Sous-total            | Sous-total            | 62          | 22          | 3                     | 1                     | -                              | 5                              | 2                              | 70    | 25    |
| 2023-2024             | Hellas Vérone (prêt)  | Serie A               | 3           | 1           | -                     | -                     | -                              | -                              | -                              | 3     | 1     |
| Total sur la carrière | Total sur la carrière | Total sur la carrière | 274         | 73          | 26                    | 8                     | -                              | 35                             | 5                              | 335   | 86    |

## Palmarès
- Jagiellonia Białystok
  - Vice-champion de Pologne en 2017-2018.
- PAOK Salonique
  - Champion de Grèce en 2018-2019.
  - Vice-champion de Grèce en 2019-2020.
  - Vainqueur de la Coupe de Grèce en 2018-2019 et 2020-2021.